# Interferencia

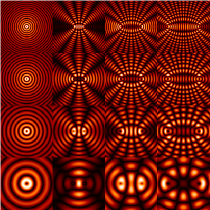
Két, körben terjedő felületi hullám interferenciája – A felvételeken a különféle eredő hullámok láthatók (a hullámhossz lentről felfelé csökken, a hullámforrások központjának távolsága jobbra növekszik). Az idő előrehaladtával a hullámfrontok távolodni kezdenek a forrásoktól, a sötét területek (destruktív interferencia helye) viszont nem mozdulnak el.

Az interferencia fizikai jelensége két különböző forrású, koherens – azaz állandó fáziskülönbségű − hullám találkozásakor következik be. Ekkor a térben létrejönnek olyan pontok, ahol a hullámok maximálisan erősítik, illetve olyanok, ahol maximálisan gyengítik egymást (annak függvényében, hogy az egyes pontokba a két hullám milyen fáziskülönbséggel érkezik).

## A jelenség
Ha két forrásból monokromatikus fényt bocsátunk ki, a keletkezett jelenséget egy sík ernyőn felfogva megállapítható, hogy az ernyőn lesznek sötét (kioltás helye) és világos vonalak (maximális erősítés helye). Tekintve, hogy a monokromatikus fény semmilyen körülmény esetén sem bomlik alkotókra, a színszóródás jelensége nem figyelhető meg. Két nem-monokromatikus hullám csak akkor lehet teljesen koherens, ha mindkettő azonos hullámhossztartományt fed le, és az azonos hullámhosszhoz tartozó hullámok azonos fázisban vannak.
Elvileg bármilyen fényforrásból származó fény képes interferenciamintázat létrehozására, lásd a napfény okozta Newton-gyűrűk jelenséget. Ennek ellenére a fehér fény általában kevéssé alkalmas interferenciamintázatok létrehozására, mivel a fehér a teljes spektrum keverékéből áll össze, így a létrehozott interferenciaterületek más-más helyen jönnek létre. A nátrium fény közel monokromatikus és alkalmas arra, hogy interferenciamintázatokat hozzanak vele létre. A lézerfény még alkalmasabb erre a célra, mivel az szinte teljesen monokromatikus.
A mindennapi életben sokszor mégsem beszélhetünk interferenciajelenségről, miközben fényhullámok indulnak ki két különböző fényforrásból. A jelenség magyarázata kettős. Az atomok általában egymástól függetlenül, rövid ideig sugároznak, és habár sok atom együtt erős fényt tud kibocsátani, a fény rendszertelenül, különböző fázissal érkezik, így nem teljesíti a koherenciafeltételt. Csak akkor van lehetőség interferenciajelenség észlelésére, ha az abban részt vevő fényhullámok a megvilágított felület pontjaira azonos fáziskülönbséggel érkeznek, azaz a fényhullámok koherensek. Továbbá az emberi szem csak kb. egytized másodpercenkénti átlagos megvilágítottságot érzékel, így ha pillanatnyi interferenciajelenség létre is jön, a szem nem képes annak észlelésére.
Fényinterferencia könnyen létrejön vékony rétegeken, így például a szappanbuborékok és olajfoltok színességének is ez a jelenség az oka. A rendkívül kis szélességű réseken sötét térbe való beszűrődés során észlelhető színszóródás oka a diffrakció (elhajlás) jelensége, az eredmény az interferenciához csak hasonló, sokszor vele együtt jelentkezik.

## Konstruktív és destruktív interferencia

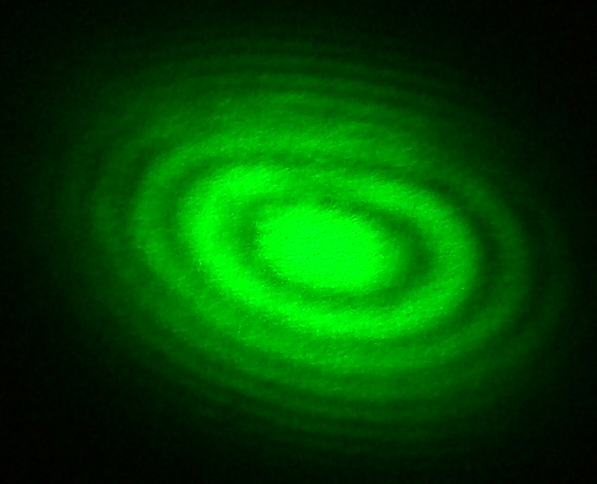
A Michelson-interferométer által létrehozott interferenciamintázat. A világos területek a konstruktív interferencia eredményeként, míg a sötét területek a destruktív interferencia eredményeként jöttek létre.

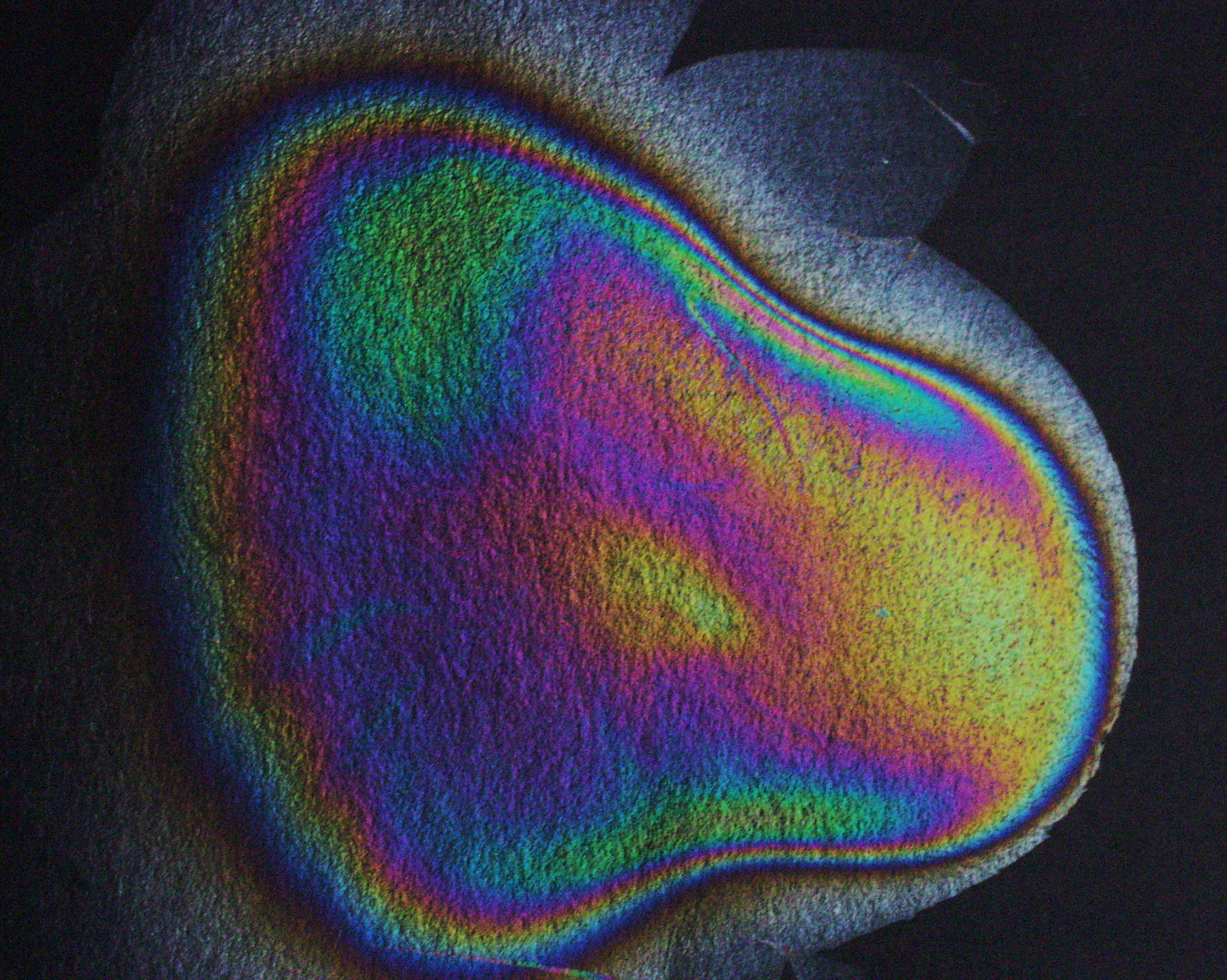
Interferencia lakkrétegen (fehér fénynél)

Az interferencia két vagy több hullám szuperpozíciója eredményeként létrejövő új hullám mintázat. 
A szuperpozíció elve alapján az eredendően kialakuló hullám minden pontja a két kiinduló hullám azonos pontjainak összegeként határozható meg. Ha hullámhegy találkozik hullámheggyel, akkor a hullámhegyek interferenciája konstruktív (erősítő), az eredő hullámhegy amplitúdója megnő (a hullámhegyek egymásra "rakódnak", szuperponálódnak). Ha hullámhegy és hullámvölgy találkozik, akkor az interferencia destruktív (gyengítő), az eredendő amplitúdó lecsökken vagy meg is szűnhet.
Amikor két hullám egymásra "rakódik", az eredő hullámforma függ a frekvenciától (vagy hullámhossztól), az amplitúdóktól és a két hullám relatív fázisától. Ha a két hullám amplitúdója A és hullámhossza azonos, akkor az eredő hullám amplitúdója 0 és 2A között változik, attól függően, hogy azonos fázisban vagy ellenfázisban vannak-e.
Tételezzük fel, hogy a két hullám azonos fázisban van, és amplitúdóik A1 és A2. A hullámhegyek és hullámvölgyek egybeesnek, az eredő amplitúdó A = A1 + A2 lesz. Ez a már ismert konstruktív interferencia.
Ha a két hullám fáziskülönbsége 180°, azaz ellenfázisban vannak, akkor a hullámhegy egy hullámvölggyel esik egybe, és így kioltják egymást. Az eredő amplitúdó ekkor  A = |A1 ‒ A2| lesz. Ha A1 = A2 az eredő amplitúdó nulla. Ez a destruktív interferencia.
| Eredő hullámforma |                                 |                                                       |
| 1. hullám         |                                 |                                                       |
| 2. hullám         |                                 |                                                       |
|                   | Azonos fázisban lévő két hullám | Két hullám fáziskülönbsége 180°, ellenfázisban vannak |